# Colonización antioqueña

Rutas de la colonización antioqueña (siglos y

La colonización antioqueña fue uno de los hechos culturales, económicos y sociales más influyentes en el desarrollo de la historia colombiana, en el cual se colonizaron diversos territorios habitados que se encontraban ubicados al occidente del país, principalmente al sur de Antioquia, así como en las áreas geográficas correspondientes a los actuales Caldas, Risaralda, Quindío, y parte del Tolima y Valle del Cauca; es uno de los capítulos destacados en la historia del país debido a las profundas consecuencias  sociales y económicas que se produjeron en estas regiones. La decadencia del sector económico de la minería de oro generó desde finales del siglo XVIII hasta comienzos del siglo XX la movilización de familias principalmente provenientes del departamento de Antioquia hacia otros territorios nacionales aledaños a dicho territorio, los cuales se encontraban en un relativo aislamiento geográfico que los mantuvo todo ese tiempo al margen de la agitada historia de conflictos políticos y guerras civiles entre la independencia y el establecimiento de la era republicana. (al igual que Antioquia).
Entre los aspectos económicos más importantes de la colonización antioqueña está el establecimiento de latifundios y minifundios.

## Historia

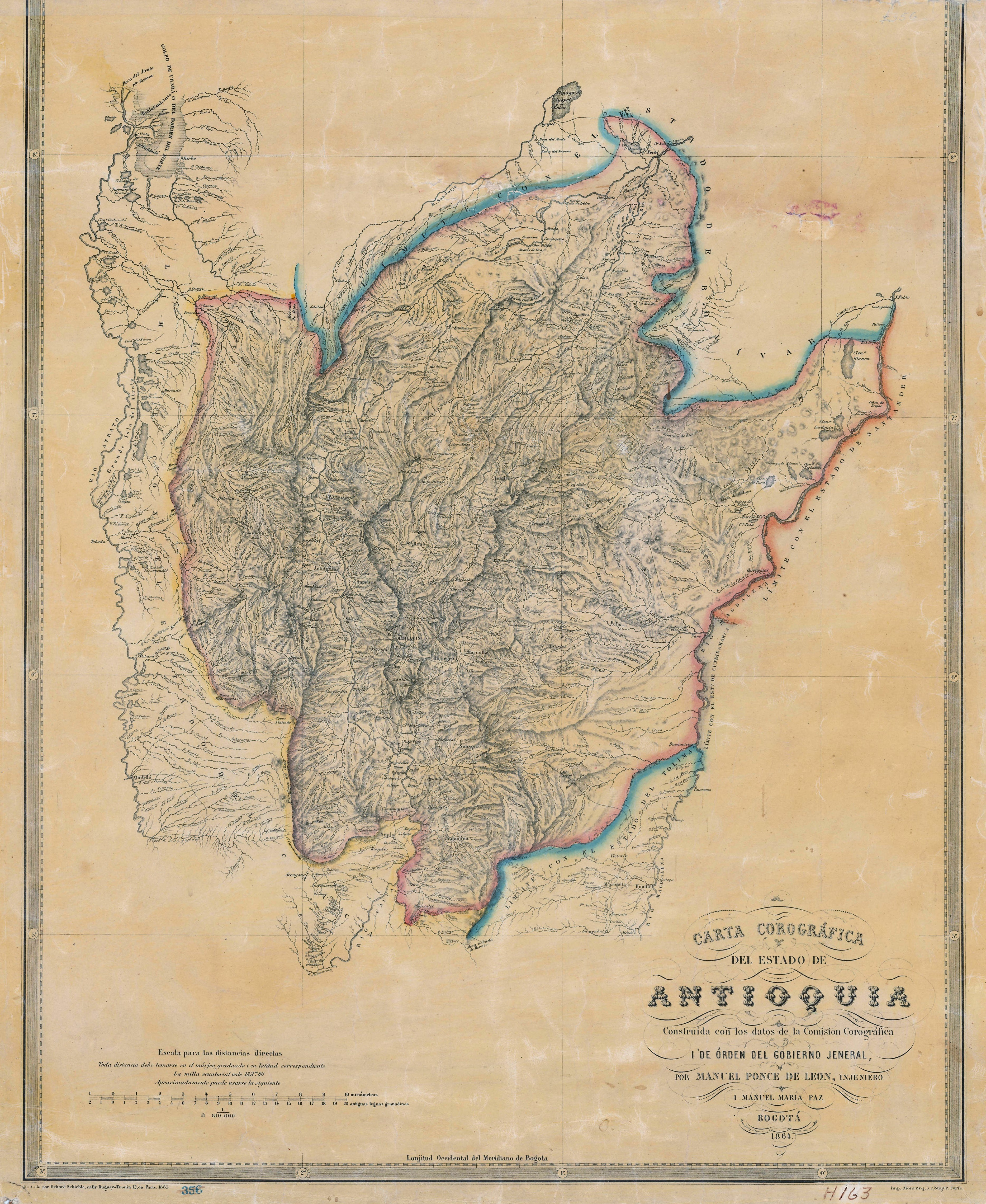
El Estado Soberano de Antioquia a mediados del .(19)

Desde los inicios de la conquista española de América, Antioquia fue una región completamente aislada geográficamente, y este aislamiento continuó durante el período del virreinato español y los subsiguientes.
El territorio antioqueño, estaba poblado en la época precolombina por pueblos indígenas de las tribus de los catíos, nutabes y otras afines de variados nombres, que constituían la gran mayoría indígena del territorio y pertenecían a una familia lingüística mayor, denominada genéricamente por los antropólogos como caribes. Los quimbayas constituían una familia diferente.
El occidente colombiano, y particularmente Antioquia, durante la Colonia llamaba la atención por su aislamiento, atraso y pobreza (hasta el punto de que los viajeros que la visitaban la comparaban con las colonias de África).
Durante este proceso de colonización se fundaron casi tantas ciudades nuevas como se habían fundado en el primer siglo de conquista y colonización españolas. Se aportaron a la economía colombiana miles de hectáreas de tierras nuevas cultivadas. El café se transformó en una gran industria de exportación que brindó una nueva posibilidad de formación de capitales, los cuales derivaron luego hacia el comercio y la industria. En la gran fecundidad del pueblo antioqueño estas dos actividades encontraron un amplio campo vital que permitió a este grupo pasar de una población de 50.000 habitantes, que tenía la provincia de Antioquia a fines del siglo XVIII, a una actual de varios millones de habitantes, con lo cual la proporción demográfica entre el oriente y occidente colombiano se invirtió a favor de este último, y el potencial humano de una nación despoblada creció en un siglo más que en toda su historia anterior.

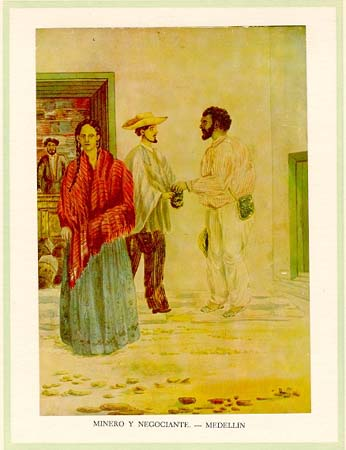
Estampa antioqueña de la época.

Además, surgió una sociedad más fluida y democrática formada por numerosos propietarios rurales, donde el latifundio (explotación agraria de grandes dimensiones) era la excepción, donde las oportunidades de ascenso fueron mayores, y donde las distancias y diferencias sociales fueron menores que en otras zonas del país.
Sólo el estudio de las condiciones económicas, geográficas y sociales de Antioquia en la Colonia, nos dan la clave de la migración que tuvo su apogeo en el siglo XIX. En dicha zona, y a diferencia de otras regiones, no se creó una aristocracia parasitaria que viviera del trabajo aborigen; por no existir en su suelo grandes civilizaciones indígenas, y, sobre todo, porque los que fueron sometidos fueron asimilados, o bien, rápidamente sucumbieron ante las enfermedades traídas por los españoles, la institución de la encomienda no se desarrolló y pronto desapareció, con la consecuencia de que la agricultura tuvo que ser trabajada directamente por los españoles y sus descendientes, pues los esclavos fueron dedicados preferentemente a la minería.
De todas las regiones colombianas, Antioquia era la más aislada con el exterior y su comercio de exportación, con excepción del oro, era prácticamente nulo, lo cual incidía en la pobreza casi general. Las tierras habitadas eran escarpadas y estériles, y la propiedad estaba concentrada en las manos de unos pocos, lo cual daba origen a una contradicción entre el creciente número de habitantes que pedían tierras para cultivarlas y subsistir, y los poseedores de títulos de propiedad, que preferían mantenerlas incultas.
Por último, a fines del siglo XVI, hubo una baja en la extracción de oro, que era el principal y casi único artículo producido por los campesinos del oriente antioqueño. Acosados por el hambre y la falta de trabajo en la minería y sin posibilidades de dedicarse a la agricultura en tierras tan estériles y concentradas en su propiedad por unos pocos, no tuvieron más que emigrar a regiones más propicias para su subsistencia y expansión.
Después de la primera fase de la colonización siguió un proceso autogenerado, consistente en que la parcela primeramente desmontada servía por un tiempo para albergar y dar empleo a la familia, pero luego, al crecer ésta, se tornaba insuficiente y algunos hijos se marchaban cada vez más hacia el Sur, para volverse a repetir así el proceso.
La búsqueda de tesoros, y en especial, de las guacas, fue una causa de la colonización, pero no la determinante, como popularmente se ha creído.
Las primeras poblaciones fundadas fueron Sonsón (1797), Abejorral (1808) y Aguadas (1814), bases de la expansión de la población colonizadora. A partir de la década de 1870, la colonización se intensificó y se extendió al actual territorio de los departamentos de Quindío, norte del Valle del Cauca y norte del Tolima. Durante la segunda mitad del siglo XIX fueron fundadas por los colonos un gran número de poblaciones. Por último, hay que destacar que hacia el occidente y el norte de Antioquia hubo también migración, pero no de tanta significación como las relatadas.

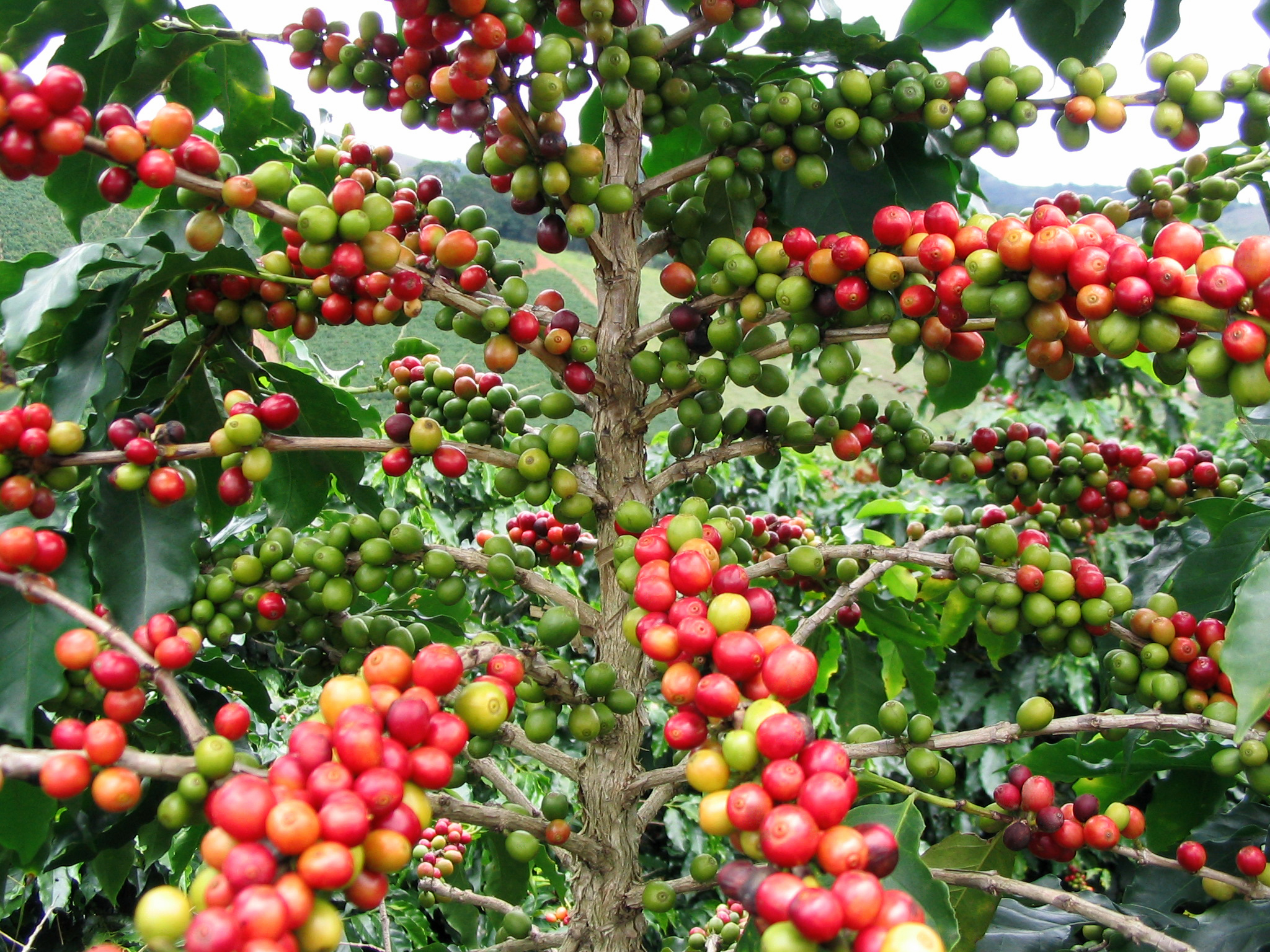
El café: cultivo elegido por los colonos que les ha sido beneficioso.

El proceso de colonización integró a la economía nacional miles de hectáreas de tierra que, durante siglos, habían permanecido cubiertas de bosques, inexplotadas y parcialmente habitadas por grupos indígenas emberá. El café fue el producto preferido por los colonos y su producción llegó a convertirse, en las últimas décadas del siglo XIX, en la base de la economía de Colombia.
La forma como fueron aprovechados esos territorios no favoreció la formación de la gran propiedad territorial. La colonización era llevada a cabo, primordialmente, por familias que no tenían la capacidad para pagar mano de obra, sino que, más bien, utilizaban la mano de obra familiar para explotar las tierras colonizadas. Esto dio origen a un nuevo tipo de sociedad en el occidente colombiano: mientras que, en el resto del país, el latifundio era la forma de propiedad más importante, en las zonas colonizadas predominaba la mediana propiedad campesina y familiar.
De una forma esquemática, puede determinarse el rumbo y la cronología de esta expansión en cuatro etapas, de acuerdo a la región estudiada:

## Fases de expansión poblacional

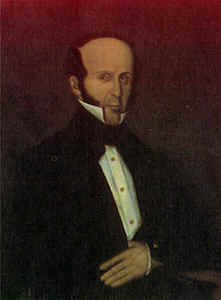
Juan de Dios Aranzazu, presidente de Colombia entre 1841-1842 y terrateniente del occidente colombiano.

Fases de expansión poblacional durante la colonización antioqueña.

### Colonización del sur
A finales del siglo XVIII, un grupo de aventureros del oriente de Antioquia inició su migración hacia el Sur, en tierras concedidas por la Corona Española a don Felipe de Villegas y Córdoba, las cuales comprendían el territorio situado entre el río Aures y la quebrada de Arma. Primero fue fundado Sonsón, en 1797; luego Abejorral, en 1808, y después Aguadas, en 1814. 
Allí los colonizadores tropezaron con el inconveniente de otra vasta concesión, la de Aranzazu, que incluía todas las tierras al oriente del río Cauca, entre las quebradas de Arma y Chinchiná. Se entabló una feroz lucha en la que hubo incendios y asesinatos entre los emigrantes y la compañía de González y Salazar, que era la sucesora de los títulos de Aranzazu. “Las tierras comprometidas incluían todo lo perteneciente a los municipios caldenses de Salamina, Neira, Aranzazu, Filadelfia y Manizales, con una zona de topografía excepcionalmente agreste de, aproximadamente, 60 km de longitud por 40 de ancho”.
En 1825 fue fundada Salamina; en 1843, Neira; en 1844, Santa Rosa de Cabal, en 1848, Manizales y finalmente en 1857 Chinchiná dando por terminada la colonización de esta zona. La colonización antioqueña llegó a Pereira en 1858, y en 1863, se formalizó el reconocimiento y "donación" de tierras en un acto fundacional de naturaleza religiosa. Este evento fue llevado a cabo por un grupo de familias vallecaucanas en memoria del antiguo Cartago, que había existido en esa zona geográfica desde 1540, tres siglos atrás de esta fundación. En 1866 familias de Sonsón y Aguadas fundaron Pensilvania.

### Colonización del Quindío

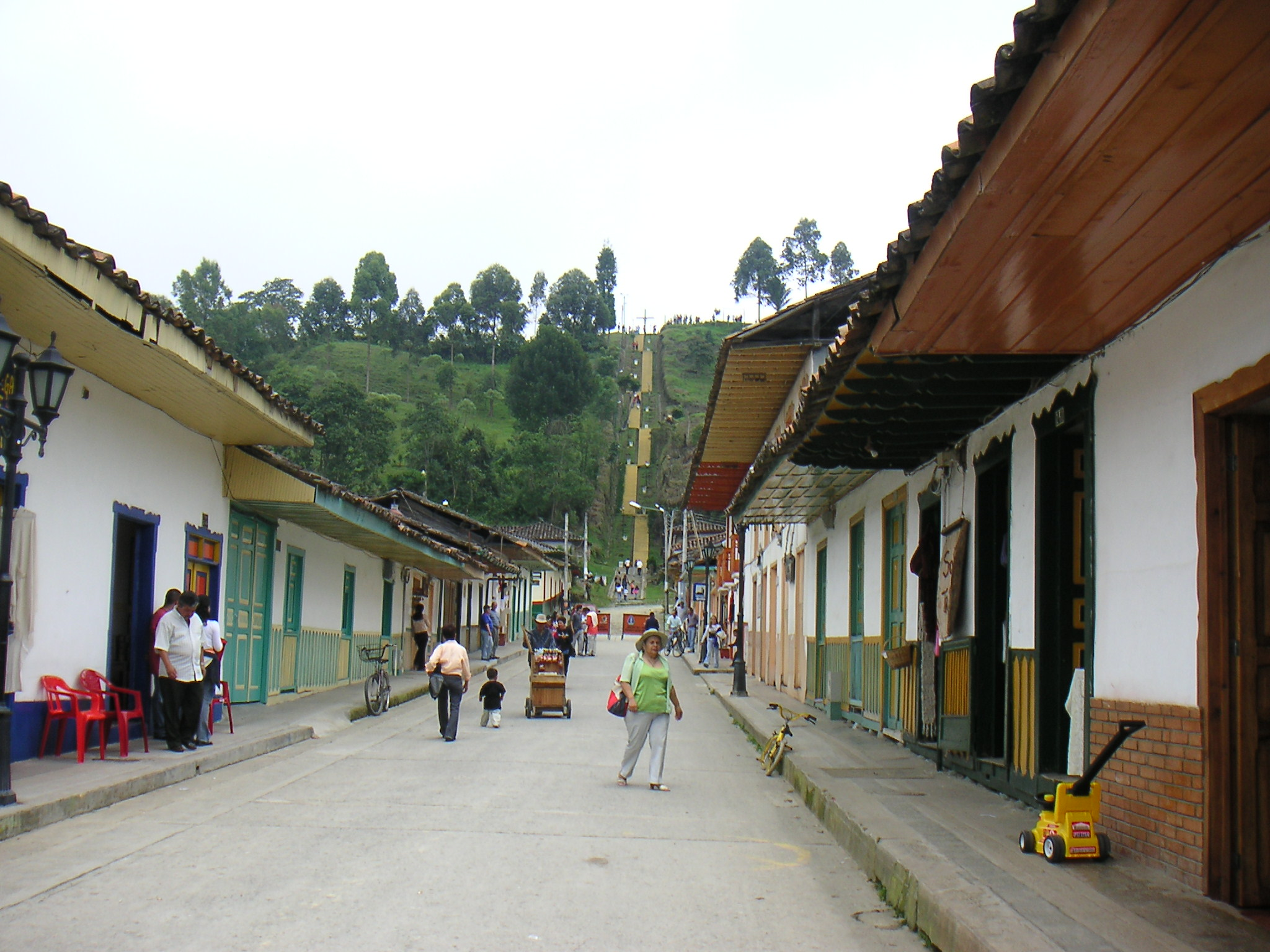
Antigua foto de Salento, Quindío.

El prolongado fervor de las gentes montañeras del Norte, deseosas de colonizar estas tierras, parece haberse intensificado aquí por cuatro atractivos, a saber: caucho, oro, alto precio del ganado porcino y las ventajas de la región como refugio para librarse de las guerras civiles que azotaban la República.
Salento fue fundado en 1842, Filandia en 1878, Calarcá en 1886, Armenia en 1889, Circasia en 1884, Montenegro en 1892, Sevilla en 1903, Caicedonia en 1905 y La Tebaida en 1916.
A diferencia de la colonización anterior, realizada por campesinos pobres y durante la cual se consolidó la pequeña propiedad, en la colonización del Quindío se lucraron, en la mayoría de los casos, ricos propietarios, que burlaban, a través de terceras personas, las leyes sobre el límite a las adjudicaciones y la propiedad. Fue en aquella región donde acaeció la colonización de superior extensión y mayor concentración.
Los colonos del Quindío tuvieron que enfrentarse también con una compañía terrateniente, la de Burila, que reivindicaba derechos sobre el territorio en forma de paralelogramo, lo que comprendía desde Bugalagrande en el Valle del Cauca hasta la cresta de la Cordillera Central, detrás de Calarcá, y que incluía todos o parte de los actuales municipios de Calarcá, Armenia, Génova, Pijao, y las vallecaucanas de Sevilla y Caicedonia.

### Colonización del suroeste de Antioquia

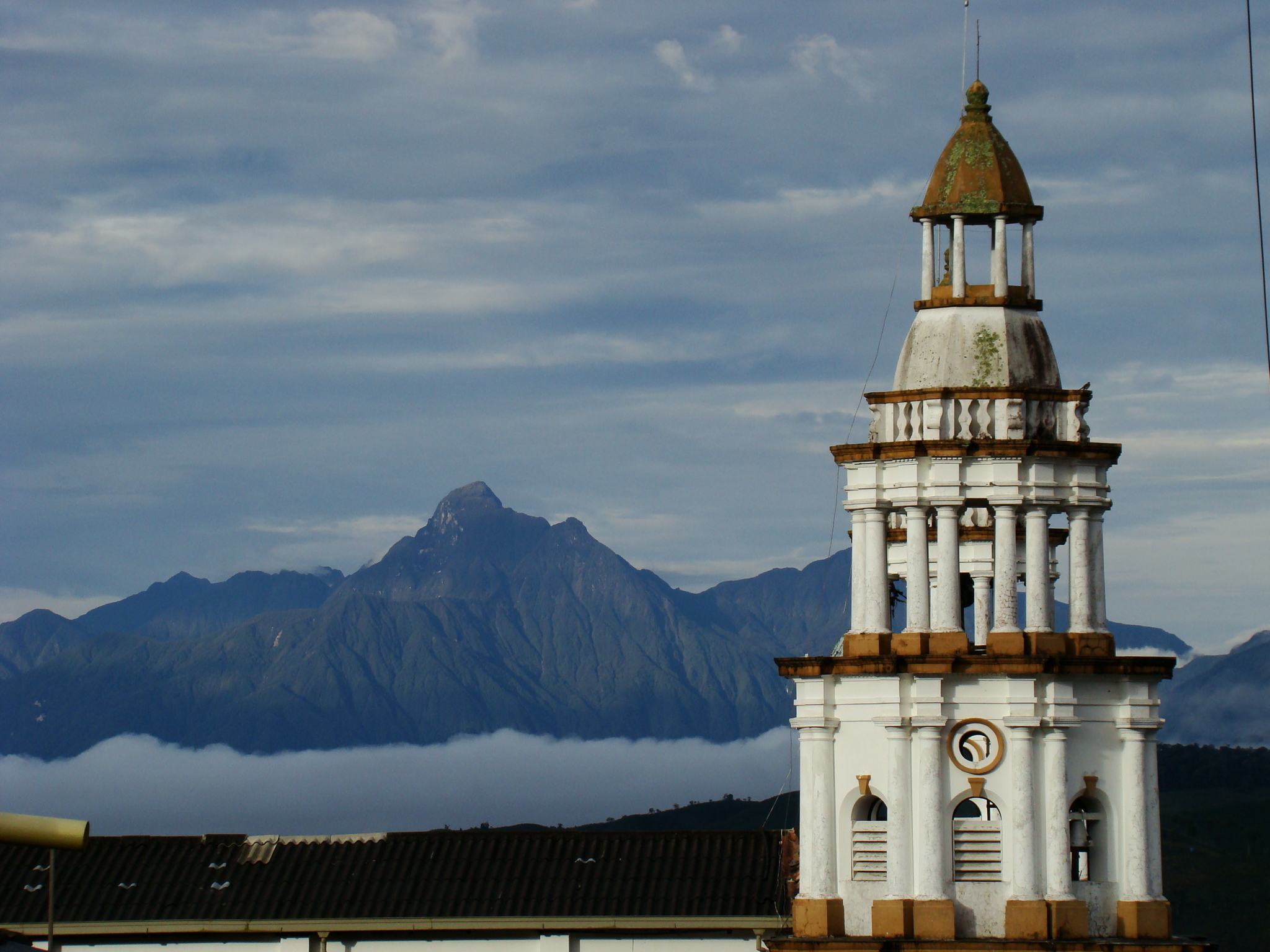
Concordia, entre las montañas de la Cordillera Occidental, fue fundada en 1848.

No solo campesinos del oriente, sino familias enteras de Envigado y Medellín, iniciaron a finales del siglo XVIII la migración hacia el suroeste de Antioquia. En 1788 se habían instalado algunas familias de Amagá y, con el descubrimiento de las minas auríferas de Titiribí en 1800, se consolidó la población del mismo nombre. En 1829 ya existía Fredonia. 
Concordia se fundó en 1848 y sus pobladores fueron alentados por las adjudicaciones de tierras hechas con base en la legislatura de Antioquia en 1834, para promover la colonización. En 1852 se distribuyeron las tierras para la población de Andes. Entre 1839 y 1864 fueron fundadas Ciudad Bolívar, Andes, Jericó, Támesis, Valparaíso, y Jardín por colonos venidos de Sonsón, Abejorral, Pácora, Fredonia y Medellín. Santo Domingo (1866). Quinchía fue fundada en 1886 y Mocatán en 1890. Pueblo Rico lo fue en 1881 y Balboa en 1907.

### Colonización del Tolima
Algunos de los grupos que habían colonizado la región de Caldas continuaron, a partir de 1850, su avance hacia el Oriente, en el departamento del Tolima. En ese trayecto fueron fundadas varias ciudades más, entre ellas Fresno (1856), Manzanares (1864), Líbano (1866), Murillo (1872), Santa Isabel (1893) y Anzoategui (1895). Ya en el siglo XX, fueron fundadas Cajamarca, en 1916, y Roncesvalles, en 1944.

### Colonización del Valle del Cauca
En las zonas montañosas del norte y oriente del departamento del Valle del Cauca existe una influencia paisa, producto de la migración de antioqueños.
En los municipios especialmente alejados de la vertiente del Río Cauca, como El Águila, Versalles, Ulloa, Alcalá, Sevilla y Caicedonia, el acento predominante es la mezcla de Vallecaucano y paisa, mientras que, en los municipios nortevallecaucanos más próximos al río, su acento es vallecaucano.
Ya en el sur, centro  y occidente del departamento del Valle del Cauca se encuentra mayoritariamente mayor población vallecaucana raizal.

## Consecuencias
Para el desarrollo del país las consecuencias de la colonización antioqueña fueron trascendentales. Sintéticamente las podemos enumerar así:
- Creación de la pequeña propiedad campesina en la etapa de la colonización. Los colonos, que no contaban con más brazos de trabajo que los de su familia, tenían que adecuar la dimensión del territorio que tendían colonizar, a la limitación que esta circunstancia les imponía. Si no había mano de obra asalariada, de nada valía pretender el dominio sobre una vasta extensión no laborable. Además, la legislación limitaba la cabida de los predios adjudicables. De este hecho se derivaron consecuencias importantes en el orden económico-social.

- No se formaron, en general, grandes haciendas ni grandes masas de campesinos asalariados sin tierra como en otras regiones del país. En consecuencia la sociedad fue más igualitaria, lo cual se tradujo en la actitud liberal y progresista de sus habitantes.

- Se acentuó el núcleo familiar. Esta circunstancia tuvo por consecuencia el rígido patriarcalismo antioqueño. Para una sociedad en la que la mano de obra la suministraban los hijos, era un imperativo la proliferación. De allí lo numeroso de las familias antioqueñas. Luego, cuando la parcela no era suficiente, los hijos emigraban y se iniciaba nuevamente el proceso anterior.

- Aumentó la capacidad adquisitiva de la población. En el orden económico la consecuencia más importante fue el aumento de la capacidad adquisitiva. Una sociedad en la que todos trabajaban, en la que el beneficio se distribuía y en la que no se presentaban las vastas masas de asalariados con una capacidad limitada por un salario (que por lo regular era exiguo), tenía en conjunto una mayor capacidad de compra. El café, cultivo elegido por los colonos, llegó a ampliar aún más esa capacidad adquisitiva. Esto ayudó a desarrollar la industria porque allí había la acumulación suficiente del capital obtenida a través del comercio del oro, del tabaco y del café, y porque allí las masas tenían más dinero para comprar sus productos que los asalariados o semisiervos de las otras regiones colombianas.

- Se unificó geográficamente una gran parte del occidente colombiano. No solo porque se unieron económicamente las altiplanicies habitadas desde los tiempos de la Colonia con las llanuras cálidas, sino porque a través de ella Antioquia y la región del Valle del Cauca quedaron integradas al descuajarse con nefastas consecuencias ambientales la selva que las separaba y sociales al producir el desplazamiento de las comunidades indígenas principalmente de la etnia emberá, ante la llegada de los nuevos colonos.

- Se crearon, ampliaron y mejoraron las vías de comunicación. Ello con el fin de conectar los nuevos centros poblados entre sí, y a la región con el mar y el río Magdalena, por medio de caminos y ferrocarriles. El ferrocarril del Pacífico, (Valle del Cauca), obra del pueblo vallecaucano, fue fundamental para la primigenia exportación de café, lo cual derivó en desarrollo de la república y suroccidente colombiano.

- Se generó preponderancia económica y política del occidente colombiano. En el Valle del Cauca, a partir del siglo XX, se generó una gran industrialización, nacida de los mismos vallecaucanos, (con influencia de multinacionales estadounidenses y europeas), y a partir de esta época, fueron hombres del occidente los que capitalizaron la dirección política de país, así como en el siglo XIX lo habían sido los oriundos de Popayán, Cartagena y Santander.